# Lithobates bwana
Espèce
Synonymes
- Rana bwana Hillis & de Sá, 1988

Statut de conservation UICN

 LC  : Préoccupation mineure
Lithobates bwana est une espèce d'amphibiens de la famille des Ranidae.

## Répartition
Cette espèce se rencontre entre 300 et 700 m d'altitude dans le bassin versant du río Chira dans la dépression Huancabamba :
- dans le nord du Pérou dans la région de Piura ;
- en Équateur dans la province de Loja.

## Étymologie
Cette espèce est nommée en l'honneur de James Ray Dixon, surnommé par ses étudiants et collègues "Bwana Jim".

## Publication originale
- Hillis & de Sá, 1988 : Phylogeny and taxonomy of the Rana palmipes group (Salientia: Ranidae). Herpetological Monographs, vol. 2, p. 1-26 (texte intégral).